# Горст (Штайнбург)
Горст (нім. Horst) — громада в Німеччині, розташована в землі Шлезвіг-Гольштейн. Входить до складу району Штайнбург. Складова частина об'єднання громад Горст-Герцгорн.
Площа — 29,07 км2. Населення становить 5726 ос. (станом на 31 грудня 2020).

## Галерея

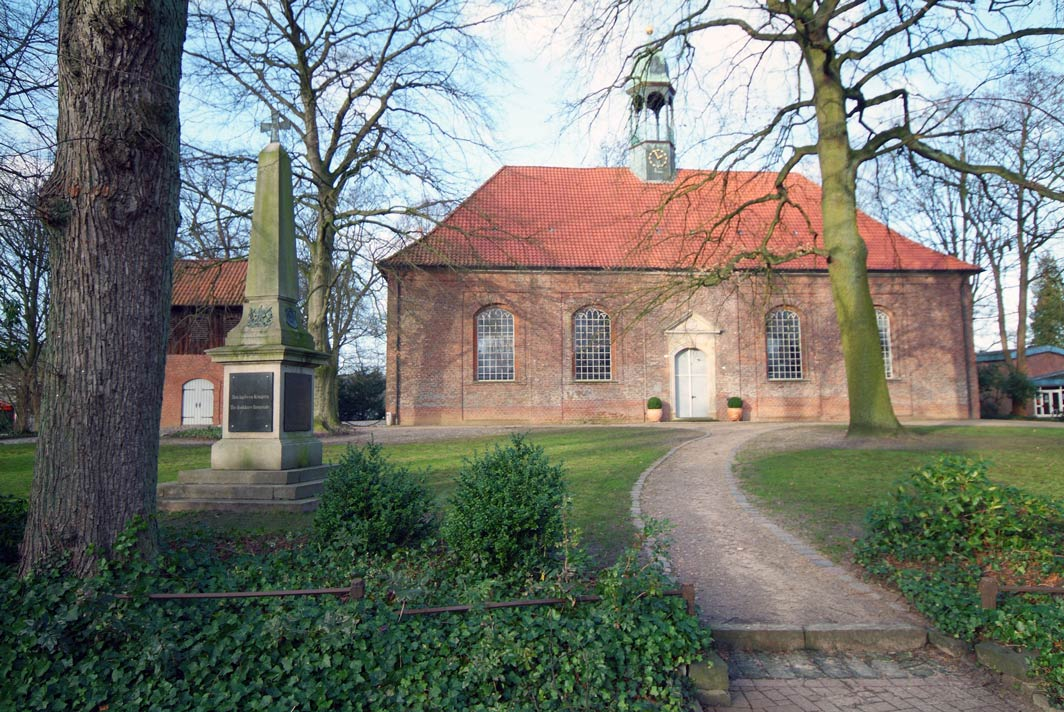